# Aritz Bagües
Aritz Bagües Kalparsoro (Rentería, 19 de agosto de 1989) é um ciclista espanhol.
Estreiou como profissional com a equipa Orbea na temporada 2011. Para a temporada 2015 alinhou pelo novo conjunto continental Murias Taldea.

## Palmarés
Não tem conseguido vitórias como profissional.

## Resultados nas Grandes Voltas
| Carreira        | 2011 | 2012 | 2013 | 2014 | 2015 | 2016 | 2017 | 2018 | 2019 |
| --------------- | ---- | ---- | ---- | ---- | ---- | ---- | ---- | ---- | ---- |
| Giro d'Italia   | -    | -    | -    | -    | -    | -    | -    | -    | -    |
| Tour de France  | -    | -    | -    | -    | -    | -    | -    | -    | -    |
| Volta a Espanha | -    | -    | -    | -    | -    | -    | -    | 78º  | -    |

-: não participa 

Ab.: abandono 

## Equipas
- Orbea/Euskadi (2011-2013)
- Gipuzkoa-Oreki (2014) (amador)
- Murias (2015-)
  - Murias Taldea (2015)
  - Euskadi Basque Country-Murias (2016-)